# Gary Gambucci
Gary Allan Gambucci (Hibbing, Minnesota, 1946, szeptember 22. –) amerikai profi jégkorongozó.

## Pályafutása
Komolyabb karrierje a University of Minnesota csapatában kezdődött 1965-ben. Itt három szezont játszott. Az egyetem után a válogatottban és klubcsapatokban játszott felváltva. Klubcsapatai: Muskegon Mohawks, Rochester Mustangs, Cleveland Barons. 1972-ben felkerült az NHL-es Minnesota North Starshoz. 1972–1973-ban a clevelandi csapat átköltözött Jacksonville-be és Jacksonville Barons néven létezett tovább. Az 1973–1974-es idényben játszott a WHL-es Portland Buckaroosban, az AHL-es New Haven Nighthawksban és az NHL-es Minnesota North Starsban. 1974–1975-ben két csapatban is pályára lépett (Minnesota Fighting Saints, Johnstown Jets). Végül 1976-ban a Minnesota Fighting Saintsből vonult vissza.

## Díjai
- WCHA Második All-Star Csapat: 1966
- WCHA Az Év Másodévese: 1966
- WCHA Első All-Star Csapat: 1968
- NCAA Nyugat Első All-American Csapat: 1968
- VB-B All-Star Csapat: 1970